# 学生武装隊
学生武装隊 (がくせいぶそうたい、ビルマ語: ကျောင်းသားလက်ရုံးတပ်တော်、英語: Student Armed Force、略称: SAF または ကလတ) はミャンマーのレジスタンス組織である。
国民統一政府（NUG）からは支援を受けていないが、メンバーの個人的繋がりを通して、医薬品などの提供を受けている。自立型PDFに分類される。

## 活動
2021年4月27日、2021年ミャンマークーデター抗議デモの際のミャンマー軍（以下、国軍）による弾圧からアラカン軍（AA）の領土に逃れてきた22人の学生によって結成された。彼らは、ヤンゴンを拠点とするさまざまな大学の学生自治会の連合・学生自治会連合（Alliance of Student Union：ASU）のメンバーだった。彼らはAAの下で対空砲火の訓練を受け、その後、ASUに所属する他の学生たちが、カレン民族解放軍（KNLA）やカレンニー諸民族防衛隊（KNDF）の下で基礎的な軍事訓練を受けた。
現在はAAの支援を受け、AAの指揮下でラカイン州、マグウェ地方域、ザガイン地方域で活動しており、マグウェではミャンマー国防産業局（カパサ）の工場を、ザガインでは国軍の北西軍司令部を標的にしている。2023年の1027作戦にも参加した。
また、SAFは、NUGの地方行政機関・3つのパと協力して、医療従事者のメンバーが移動治療を行ったり、政治思想、ジェンダー、法律、停戦の実施方法などのワークショップを開催するなど地域支援活動を行っている。

## 組織

### 組織構造
6か月ごとに、ASUの大学代表者で構成される総会が、投票によって中央委員会メンバー5人を選出する。そのうち4人は文民で、政治、兵站、教育戦を担当する。残りの1人が軍事作戦を指揮監督する軍総司令官で、軍総司令官を含むSAFのメンバーは、4人の文民委員の主要な政治・軍事決定に従わなければならない。文民統治が徹底している。主要メンバーのほとんどが30歳以下で、元組合幹部、IT専門家、青年オーガナイザー出身者などで構成されている。
2023年には政治教育部隊が設立された。その趣旨はイデオロギーや戦略をより明確化して、同盟を組んでいるEAOや海外支援者との円滑なコミュニケーションを図ることにあるのだという。

### 兵力

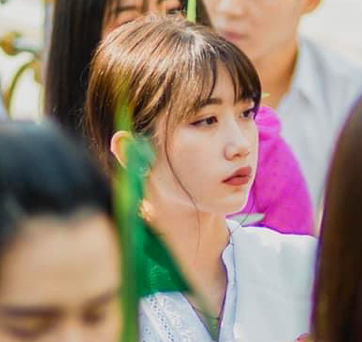
ハニー・ヌウェウー

400～600人。入隊希望者は思想信条を審査され、合格後、KNLAまたはKNDFの下で軍事訓練を受ける。メンバーの30％は女性で、特にドローン部隊と政治指導部に集中している。なお、元女優のハニー・ヌウェウーが学生武装隊の上級士官を務めている

### 活動地域
マンダレー地方域北部、ザガイン地方域南部、マグウェ地方域東部、ラカイン州。NUGの第2軍管区に正式に組みこまれている。

### 資金源
領土を有さないので、資金の80％をソーシャルメディアを通じての寄付金に依存している。また、AAから食料、兵器、弾薬を提供されているが、ラカイン州での戦闘が激化するにつれ、減少傾向にある。

### 同盟
東南アジア学生組合（Southeast Asian Student Union：SASU）と連携している。